# Kovinopojasar
Kovinopojasar je obrtnik koji izrađuje metalne predmete ili dijelove predmeta posebnom tehnikom tiještenja. Na stroju koji je u principu vrlo sličan drvotokarskom stroju,posebnim   polugama pritiskuje rotirajući metalni lim na rotirajući pozitivni kalup od drveta,metala ili plastike.Kod složenijih predmeta koristi se više ovakovih kalupa.

## Vanjske poveznice
http://www.hrt.hr/295932/magazin/znate-li-sto-radi-kovinopojasar  Arhivirana inačica izvorne stranice od 16. rujna 2016. (Wayback Machine)

## Video o radu kovinopojasara
https://www.youtube.com/watch?v=BJwzlNP98xM